# Gnetum venuosum
Gnetum venuosum là một loài thực vật hạt trần trong họ Gnetaceae. Loài này được Spruce mô tả khoa học đầu tiên..